# L'aventura de la lliga dels Pèl-rojos

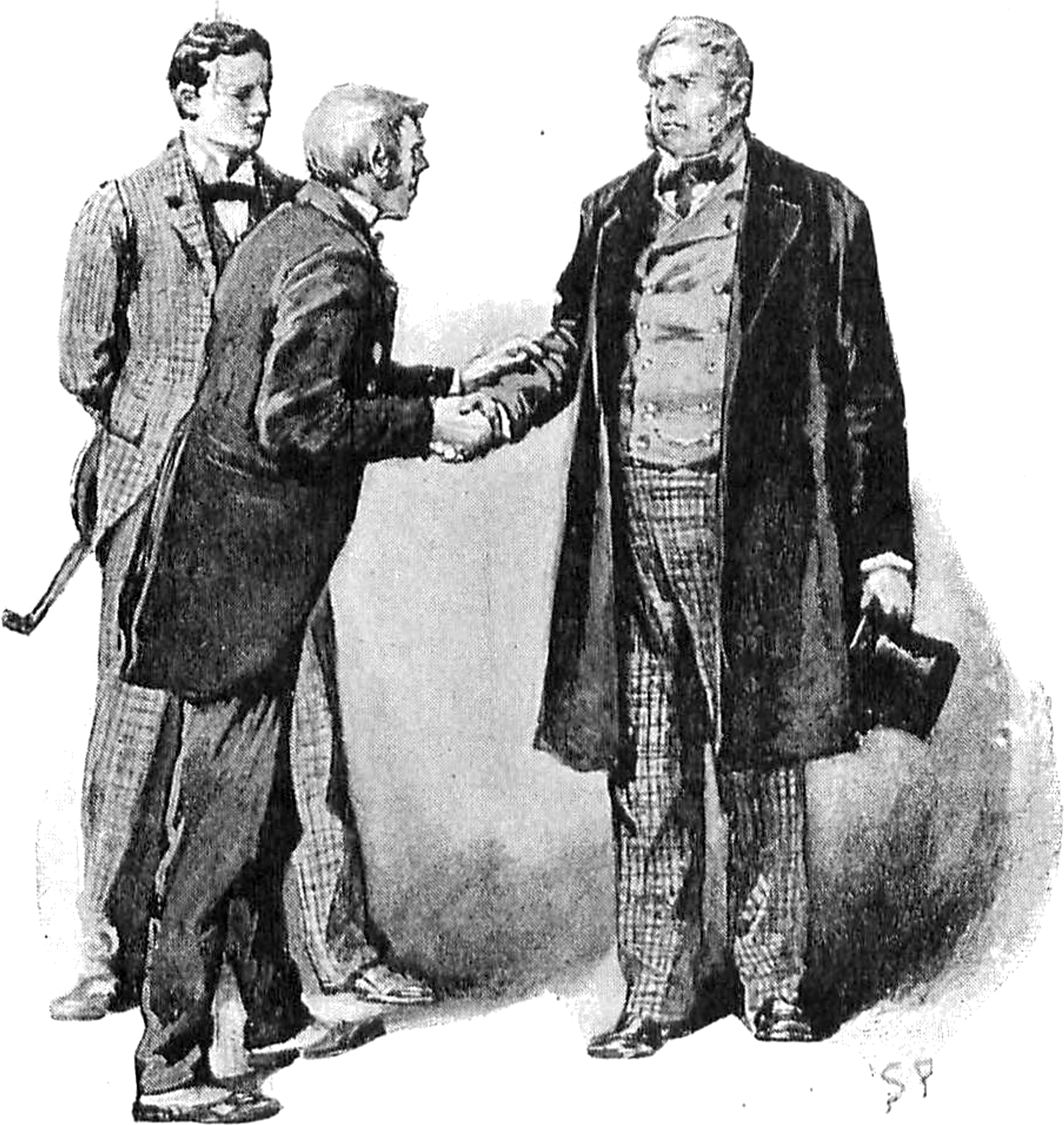
Duncan Ross dona la mà a Jabez Wilson amb Vincent Spaulding mirant-s'ho, 1891 il·lustració de Sidney Paget

La lliga dels Pèl-rojos (anglès: The Red-Headed League) és un dels 56 contes de Sherlock Holmes escrits per Sir Arthur Conan Doyle. Va aparèixer per primera vegada a The Strand Magazine l'agost de 1891, amb il·lustracions de Sidney Paget. Conan Doyle va classificar La lliga dels Pèl-rojos en segon lloc a la seva llista de les seves dotze històries preferides de Holmes. També és la segona de les dotze històries de Les aventures de Sherlock Holmes, que es va publicar el 1892.

## Trama
Jabez Wilson, un penyor de Londres, ve a consultar Sherlock Holmes i el doctor Watson un dissabte. Mentre estudien aquest client potencial, tant Holmes com Watson observen el seu pèl-roig, que té una tonalitat diferent de flama. Wilson els diu que unes setmanes abans, el seu jove assistent, Vincent Spaulding, el va instar a respondre a un anunci al diari de " La lliga dels Pèl-rojos " que oferia feina ben remunerada només als candidats masculins pèl-rojos. L'endemà al matí, Wilson havia esperat en una llarga fila d'homes pèl-rojos, va ser entrevistat i va ser l'únic sol·licitant contractat perquè cap dels altres tenia el color de cabell que coincidís amb el seu.
Wilson estava agraït d'assegurar la posició, ja que la seva casa d'empenyorament anava fluixa. Se li va obligar a ocupar una oficina de 10:00 a 14:00 cada dia i copiar l'Encyclopædia Britannica, per la qual se li pagava 4 lliures per setmana (equivalent a 468 lliures el 2021 El treball era un treball clerical inútil, realitzat en compliment nominal de la voluntat d'un milionari nord-americà que volia garantir el benestar d'homes pèl-rojos com ell.
Després de vuit setmanes, Wilson es va presentar a l'oficina només per trobar una nota a la porta que deia que la Lliga dels Pèl-rojos s'havia dissolt. Va parlar amb el propietari, que va dir que mai havia sentit parlar de l'organització ni de Duncan Ross, la persona que havia contractat Wilson per al càrrec. El propietari sí que recordava un inquilí amb els cabells escarlata, que havia donat el seu nom com a William Morris i va presentar una targeta de visita per a una empresa de ròtula artificial, però ningú no sabia ni de Ross ni de Morris. Va decidir portar el seu problema a Holmes immediatament després.
Holmes i Watson es riuen de la frustració de Wilson per haver perdut la feina; Holmes assenyala que Wilson ha guanyat una quantitat considerable de diners, però promet resoldre el cas ràpidament. Wilson proporciona una descripció de Spaulding, després de la qual Holmes i Watson visiten la casa d'empenyorament. Holmes colpeja la vorera davant amb el seu bastó i se centra en els genolls dels pantalons de Spaulding quan obre la porta. Concloent que s'està a punt de cometre un delicte en un banc proper a la botiga, Holmes reuneix Watson, l'inspector Jones de Scotland Yard i el president del banc, el Sr. Merryweather aquella nit.
Mentre els quatre s'amaguen a la volta fosca del banc, Merryweather revela que té un enviament de monedes d'or prestades a un banc francès; Holmes sospita que un criminal buscat anomenat John Clay planeja robar-les. Després de més d'una hora d'espera, en Clay i el seu còmplice de pèl-roig Archie trenquen el terra de la volta, que abans en Merryweather va trobar buits sense voler. Clay és capturat ràpidament mentre Archie s'escapa, però Holmes deixa que aquest últim sigui atrapat pels agents de policia addicionals que Jones ha estacionat a la botiga de Wilson.
De tornada a Baker Street, Holmes explica el seu raonament a Watson. Archie i Spaulding, a qui Holmes havia reconegut com a Clay per la descripció de Wilson, van inventar la Lliga dels Pèl-rojos com una manera de mantenir Wilson ocupat durant el dia perquè Clay pogués entrar a la volta del banc des del celler de la botiga. Holmes s'havia adonat que els genolls dels pantalons d'en Clay estaven desgastats i bruts per l'excavació, i colpejar el paviment li havia informat que el celler s'estenia darrere de la botiga i cap al banc. Archie s'havia fet passar per Morris per llogar l'oficina, després com Ross per contractar Wilson, i va tancar l'oficina un cop es va completar el túnel.

## Anàlisi
Les dates que es donen a la història no coincideixen amb les descripcions dels personatges sobre el pas del temps. La data en què Wilson veu l'anunci és el 27 d'abril de 1890 i fa vuit setmanes que treballa i diu "Fa només dos mesos." Així, això va passar a finals de juny. Tanmateix, la història comença descrivint la reunió de Holmes amb Wilson com a "un dia de la tardor de l'any passat" i la data a la porta que informa de la dissolució de la Lliga és la del 9 d'octubre de 1890, sis mesos després de la publicació de l'anunci.
Dorothy L. Sayers va analitzar aquesta discrepància i afirma que les dates devien ser el 4 d'agost i el 4 d'octubre respectivament

## Historial de publicacions
La lliga dels Pèl-rojos es va publicar per primera vegada al Regne Unit a The Strand Magazine l'agost de 1891, i als Estats Units a l'edició nord-americana de Strand el setembre de 1891. La història va ser publicada amb deu il·lustracions per Sidney Paget a The Strand Magazine. Va ser inclòs a la col·lecció de contes Les aventures de Sherlock Holmes, que es va publicar l'octubre de 1892.

## Adaptacions

### Cinema i televisió
Un curtmetratge de 1921 va ser adaptat de la història com a part de la sèrie de pel·lícules Stoll amb Eille Norwood com Sherlock Holmes.
La història va ser adaptada per a un episodi de televisió del 1951 de Sherlock Holmes protagonitzat per Alan Wheatley com Holmes.
La primera adaptació televisiva nord-americana de la història va ser a la sèrie de televisió de 1954-1955 Sherlock Holmes protagonitzada per Ronald Howard.
Es va utilitzar una adaptació de La lliga dels Pèl-rojos per a un episodi de la sèrie de televisió de 1965 Sherlock Holmes protagonitzada per Douglas Wilmer com Holmes i Nigel Stock com Watson, amb Toke Townley com Jabez Wilson.
A l'adaptació televisiva de 1985 protagonitzada per Jeremy Brett, l'esquema va ser ideat pel professor Moriarty i Clay és l'alumne estrella del crim de Moriarty (Holmes i Jones assenyalen explícitament que Clay sol ser més un criminal impulsiu que no pensaria amb alguna cosa tan elaborada per si mateix).
Un episodi de la sèrie de televisió animada de 1999-2001 Sherlock Holmes al segle 22 titulat La lliga dels Pèl-rojos es va basar en aquesta història.
A la sèrie de televisió de titelles de la NHK Sherlock Holmes, Jabez Wilson és un alumne de l'escola Beeton, així com Holmes i Watson i és convidat al Club Pèl-Roig pel seu sènior Duncan Ross. Però curiosament, el que fa al club és pintar de vermell pilotes, pedres i ampolles. Holmes sospita que Ross és un mitjà per assegurar-se que Wilson es mantingui lluny d'un lloc determinat.

### Ràdio
Edith Meiser va adaptar la història com el tercer episodi de la sèrie de ràdio The Adventures of Sherlock Holmes, que es va emetre el 5 de gener de 1931, protagonitzada per Clive Brook com Sherlock Holmes i Leigh Lovell com el Dr. Watson. Altres episodis adaptats de la història es van emetre el 24 de maig de 1933 (amb Richard Gordon com a Holmes i Lovell com a Watson) i el 8 de febrer de 1936 (amb Gordon com a Holmes i Harry West com a Watson).
Edith Meiser també va adaptar la història per a la sèrie de ràdio The New Adventures of Sherlock Holmes amb Basil Rathbone com a Holmes i Nigel Bruce com a Watson. L'episodi es va emetre el 27 d'octubre de 1940. Altres episodis adaptats de la història es van emetre el 28 de maig de 1943, i el 2 de juny de 1947 (amb Tom Conway com a Holmes i Bruce com a Watson). La història també va ser narrada per Basil Rathbone en un enregistrament de 1966 publicat per Caedmon Records.
Una adaptació de ràdio protagonitzada per Carleton Hobbs com Holmes i Norman Shelley com Watson es va emetre a la BBC Home Service el 1953, com a part de la sèrie de ràdio 1952–1969. Hobbs i Shelley també van interpretar a Holmes i Watson respectivament en una adaptació de ràdio de 1957 al BBC Home Service, i una adaptació de ràdio de 1964 al BBC Light Programme.
John Gielgud va interpretar Holmes i Ralph Richardson va interpretar Watson en una adaptació radiofònica de La lliga dels Pèl-rojos que es va emetre el 19 d'octubre de 1954 al BBC Light Programme. La producció també es va emetre el gener de 1955 a la ràdio NBC i el maig de 1956 a la ràdio ABC radio.
Una adaptació radiofònica es va emetre el 26 d'abril de 1977 a la sèrie CBS Radio Mystery Theater. Kevin McCarthy era la veu de Holmes.
Una adaptació es va emetre a la ràdio de la BBC el juny de 1978, protagonitzada per Barry Foster com Holmes i David Buck com Watson. Va ser adaptat per Michael Bakewell.
La lliga dels Pèl-rojos va ser dramatitzada per a la BBC Radio 4 l'any 1990 per Vincent McInerney com un episodi de la sèrie de ràdio 1989–1998, protagonitzada per Clive Merrison com Holmes i Michael Williams com Watson. També comptava amb James Wilby com Vincent Spaulding.
Un episodi de 2014 de la sèrie de ràdio The Classic Adventures of Sherlock Holmes va ser adaptat de la història i protagonitzat per John Patrick Lowrie com Holmes i Lawrence Albert com Watson.

### Teatre
La història, juntament amb "La desaparició de Lady Frances Carfax", "L'aventura de la casa buida" i "L'aventura de Charles Augustus Milverton", van proporcionar el material d'origen de l'obra  El retorn de Sherlock Holmes.

### Videojocs
Es fan múltiples referències a la història als dos jocs de The Great Ace Attorney. En el primer joc,, The Great Ace Attorney: Adventures, Herlock Sholmes (que és Sherlock Holmes de Doyle a la versió original japonesa, amb el seu nom canviat per motius legals com a part de la localització) dedueix incorrectament que una de les parts implicades en el cas final estava intentant cavar un túnel en un banc des d'una casa d'empenyorament, que és ràpidament desmentit pel protagonista Ryunosuke Naruhodo. Al segon joc, The Great Ace Attorney 2: Resolve, Sholmes és enganyat per un anunci fraudulent de la "Lliga dels Cap-Roigs" i beu una poció que li posa els cabells vermells abans de ser estafat per cinc xílings. Sholmes més tard fa arrestar els dos líders de la "lliga" i el seu testimoni sobre l'estafa resulta important per revelar la veritat de la conspiració internacional al centre de la trama del joc. A més, el nom de John Clay s'esmenta breument en un altre cas, encara que com el nom d'un policia en lloc d'un criminal, i un personatge es diu Duncan Ross, tot i que aparentment no té relació amb la Lliga dels Caps Roigs.